# Jan Michalik (teatrolog)
Jan Roman Michalik (ur. 24 października 1938 w Bielsku) – polski historyk teatru, członek Polskiej Akademii Umiejętności.

## Życiorys
Jest synem Erwina Michalika i Elżbiety Michalik, z d. Michejdy.
W 1956 ukończył III Liceum Ogólnokształcące im. Jana Kochanowskiego w Krakowie, w 1961 studia polonistyczne na Uniwersytecie Jagiellońskim. W latach 1962–1967 odbył staż asystencki i studia doktoranckie na macierzystej uczelni. W 1968 obronił tam pracę doktorską Recepcja twórczości Henryka Ibsena przez polską krytykę literacką i teatralną do 1906 roku napisaną pod kierunkiem Henryka Markiewicza. W latach 1967–1969 pracował w krakowskiej pracowni Ośrodka Dokumentacji i Informacji Naukowej
PAN w Warszawie, od 1969 w macierzystej uczelni, w Zakładzie Historii Literatury Polskiej XIX i XX wieku. W latach 1971–1974 przebywał jako lektor języka polskiego na Uniwersytecie Marcina Lutra w Halle i Wittenberdze. Od 1974 był zatrudniony w Zakładzie Teatru Instytutu Filologii Polskiej UJ, kierował nim od stycznia do listopada 1977, od stycznia do września 1980 i od października 1981 do listopada 1986. W 1984 uzyskał w Instytucie Sztuki PAN stopień doktora habilitowanego na podstawie pracy Dzieje teatru w Krakowie w latach 1893-1915. W latach 1986–1989 pracował jako lektor języka polskiego na Uniwersytecie Ludwika i Maksymiliana w Monachium, prowadził tam także seminarium poświęcone historii literatury polskiej.
Od 1990 był prodziekanem, a w latach 1993-1999 dziekanem Wydziału Filologicznego Uniwersytetu Jagiellońskiego, równocześnie od 1991 ponownie kierował Zakładem Teatru (od 1997 Katedrą Teatru) na tej uczelni (od 2004 w strukturach Wydziału Polonistycznego UJ). W 1996 otrzymał tytuł profesora nauk humanistycznych.
Od 1979 był członkiem redakcji Ruchu Literackiego, w tym w latach 1979-1980 sekretarzem redakcji tego pisma.
W 1991 został członkiem Komitetu Nauk o Sztuce PAN. Od 1998 był członkiem korespondentem, od 2006 członkiem czynnym Polskiej Akademii Umiejętności
Jego książka Dzieje teatru w Krakowie w latach 1893-1915. Teatr Miejski została wybrana najlepszą książką o Krakowie w 1985 w plebiscycie Echa Krakowa oraz teatralną książką roku 1985 przez Sekcja Krytyki Teatralnej Polskiego Ośrodka Międzynarodowego Instytutu Teatralnego (ITI). Książka Dzieje teatru w Krakowie 1865-1893 została w lutym 2005 wybrana Krakowską Książką Miesiąca. Za książkę Tadeusz Pawlikowski. Legenda, człowiek, teatr (wyd. 2015) otrzymał w 2016 Nagrodę Polskiego Towarzystwa Badań Teatralnych.
W 1990 został odznaczony Złotym Krzyżem Zasługi, w 2004 Krzyżem Kawalerskim Orderu Odrodzenia Polski, w 2015 Złotym Medalem „Zasłużony Kulturze Gloria Artis”.

## Publikacje
- Dzieje teatru w Krakowie w latach 1893-1915. Teatr Miejski, Wydawnictwo Literackie 1985, ISBN 83-08-01400-3
- Żywoty budynków Teatru Krakowskiego 1865-1893, Księgarnia Literacka 1994, ISBN 83-901827-6-9
- Dzieje teatru w Krakowie w latach 1865-1893. Przedsiębiorstwa teatralne, Wydawnictwo Literackie 1997, ISBN 83-08-02694-X
- Teatr w Sejmie, Księgarnia Literacka 2009, ISBN 978-83-7188-087-2
- Tadeusz Pawlikowski. Legenda, człowiek, teatr, Muzeum Historyczne Miasta Krakowa 2015, ISBN 978-83-7577-208-1
- Repertuar Teatru Miejskiego w Krakowie 1913-1918, Wydawnictwo Uniwersytetu Jagiellońskiego 2018, ISBN 978-83-233-4573-2
- Gawędy o teatrze krakowskim, Wydawnictwo Uniwersytetu Jagiellońskiego 2023, ISBN 978-83-233-5206-8